# 근화여자중학교
근화여자중학교(菫花女子中學校)는 대한민국 경상북도 경주시 용강동에 있는 사립 중학교이다.

## 학교 연혁
- 1949년 2월 28일 : 근화여자중학원 설립 인가, 초대 교장 신원식 신부 취임
- 1950년 5월 3일 : 근화여자중학교 4년제 4학급 인가, 초대 교장 신원식 신부 취임
- 1951년 8월 31일 : 근화여자중학교 3년제 3학급인가 (교육법 일부 개정)
- 1960년 10월 11일 : 천주교 대구대교구에서 샬트르성바오로 수녀원으로 운영권 이양
- 1992년 5월 3일 : 용강동 신축교사 기공식
- 1993년 2월 26일 : 신축교사 임시 사용 승인, 신축교사로 이전
- 2003년 12월 31일 : 근화여자중학교 단설 인가
- 2004년 3월 1일 : 근화여자중학교 학칙 변경 각 학년 6학급, 전학년 18학급 인가
- 2010년 8월 1일 : 특별교실 증축(3층)
- 2018년 3월 1일 : 제18대 김정은 교장 취임
- 2019년 3월 1일 : 근화여자중학교 각 학년 5학급, 전학년 15학급 인가
- 2024년 2월 8일 : 제74회 졸업 졸업생(126명) 졸업생 총수 16,769명
- 2024년 3월 4일 : 2024학년도 입학식(126명 입학)

## 참고 자료
- 근화여자중학교 - 한국교육학술정보원 학교알리미